# French Island
Pour les articles homonymes, voir French Island (homonymie).
French Island (litt. « Île française ») est une île située dans la baie de Western Port, au sud de Melbourne ; c'est une zone non incorporée de l'État de Victoria en Australie.

## Géographie
Située à 60 kilomètres au sud de Melbourne, l'île est peu développée. Aucun pont ne la relie à la terre et les voitures n'y sont pas autorisées hormis pour les habitants de l'île. Elle est classée parc national pour 70 % de sa superficie.

## Histoire
Des aborigènes auraient apparemment vécu sur cette île, avant d'être massacrés par une tribu ennemie.
L'île a été découverte par des Français en 1802, lorsque le navire Le Naturaliste a exploré la région. Ils l'ont alors baptisée Île de Françoise, qui fut depuis anglicisé en French Island.
La première colonisation par des Européens eut lieu en 1847 par John et William Gardner. Les premiers villages, installés pour cultiver la chicorée, virent le jour dans les années 1890.
De 1916 à 1975, l'île fut occupée par une ferme prison, avant d'être réhabilitée pour le tourisme ces dernières années.
À la fin des années 1960, un projet de centrale nucléaire a été étudié mais n'a pas abouti par manque de rentabilité et du fait d'une forte opposition anti-nucléaire.
Depuis juillet 1997, une grande partie de l'île est classée parc naturel, sous le nom local de French Island Marine National Park (en).

## Environnement
La faune et la flore présentent une très grande diversité sur French Island.
La plupart des rivages sont couverts par la mangrove, et on trouve sur les terres de nombreuses variétés d'orchidées.
De très nombreuses espèces d'oiseaux habitent l'île, parmi lesquelles la perruche à ventre orange, gravement menacée d'extinction, la sterne néréis, la caille peinte de Chine, ou le pygargue blagre.
Les koalas proliférant sur cette île après leur introduction en 1880, le surplus est régulièrement exporté pour repeupler d'autres régions d'Australie. Toutefois, des espèces importées comme le lapin, le chat sauvage, ou la chèvre constituent aujourd'hui un danger pour l'environnement.

## Activité humaine
L'activité humaine sur l'île est en grande partie liée au tourisme, et particulièrement au tourisme environnemental. L'île est reliée à la terre par des ferries, et il est possible d'y camper ou de s'y adonner à la marche, au cyclisme ou aux promenades à cheval.
Cependant, l'île est habitée en permanence par une soixantaine d'habitants, dont 11 enfants. Elle abrite aussi un petit magasin et un bureau de poste.